# 穴蔵
穴蔵（あなぐら）は、地面や山盛り土の斜面に横穴・竪穴を造成または、既存のものを利用して、物を収納できるようにした倉庫。地下倉庫。穴倉・窖とも書く。
また、寒地で冬季藁仕事などする、地下に掘った仕事場。

## 概略
日本での穴蔵の成立時期は正確には分からないが、『親長卿記』の文明10年（1478年）の記録に火事に際して穴蔵に具足を納めたという記録がある。また、慶長8年（1603年）に編纂された『日葡辞書』には「Anagura」の項があり、「地下、または洞穴の中につくってある、穀物や食料をおさめる倉庫」とあることから、江戸時代以前から穴蔵は普及していたと考えられる。
庶民の間においては明暦2年（1656年）、江戸本町2丁目の呉服商和泉屋九左衛門が最初に穴蔵を造ったとされ、翌3年（1657年）に発生した明暦の大火においては無事であったという。
天保（1830年～1844年）の頃、京阪の富豪が金銀を蓄えるために造られ、中小の商店にも造られた。土蔵よりも安価で築造できる上、火事にも強いため庶民の間に普及した。江戸でも大家では土蔵とは別に、屋敷の裏手に造り、金銀を収めた。一般には火事に備えて家財を安全に保管するために用いられた。穴蔵はその用途に応じて規模が違い、大きいものは普請も維持も莫大な費用がかかった。
木造の穴蔵をつくる職人は一般に穴蔵屋などと呼ばれ、江戸では霊岸島川口町に数軒あったのをはじめ各地にいたが、京阪にはいなかった。穴蔵の工事は穴を掘る掘方人足、水止め専門の左官を穴蔵屋が請け負って進められたと考えられている。
明治時代以降、銀行制度の普及によって財産を自宅に保管する必要がなくなったこと、火災保険や欧風の防火建築が導入され火災の損害におびえる心配も少なくなったことなどから、穴蔵はほとんど造られなくなった。

## 構造
京阪では多くの場合、壁面に切石を積んだものが見られた。江戸では地下水脈が浅く防水の必要があったためもっぱらヒバやカシワなど木材を用いて船底を造る要領で造られていた。素材は時代が進むにつれてスギやマツ、銅板なども使われた。
江戸では上屋の下に穴を掘った半地下式や、上屋を設けた入口に階段をつけ、木の天井で補強した深さ3 - 4メートルの浅い素掘りの穴蔵が作られた。18世紀後半にはこの形式は廃れて、垂直に掘った深い穴に梯子をかけて上り下りする形式に変化していった。緊急時には開口部に蓋をした後にしぶ紙を敷き、上から防火用の砂をかけていた。

## 城郭建築

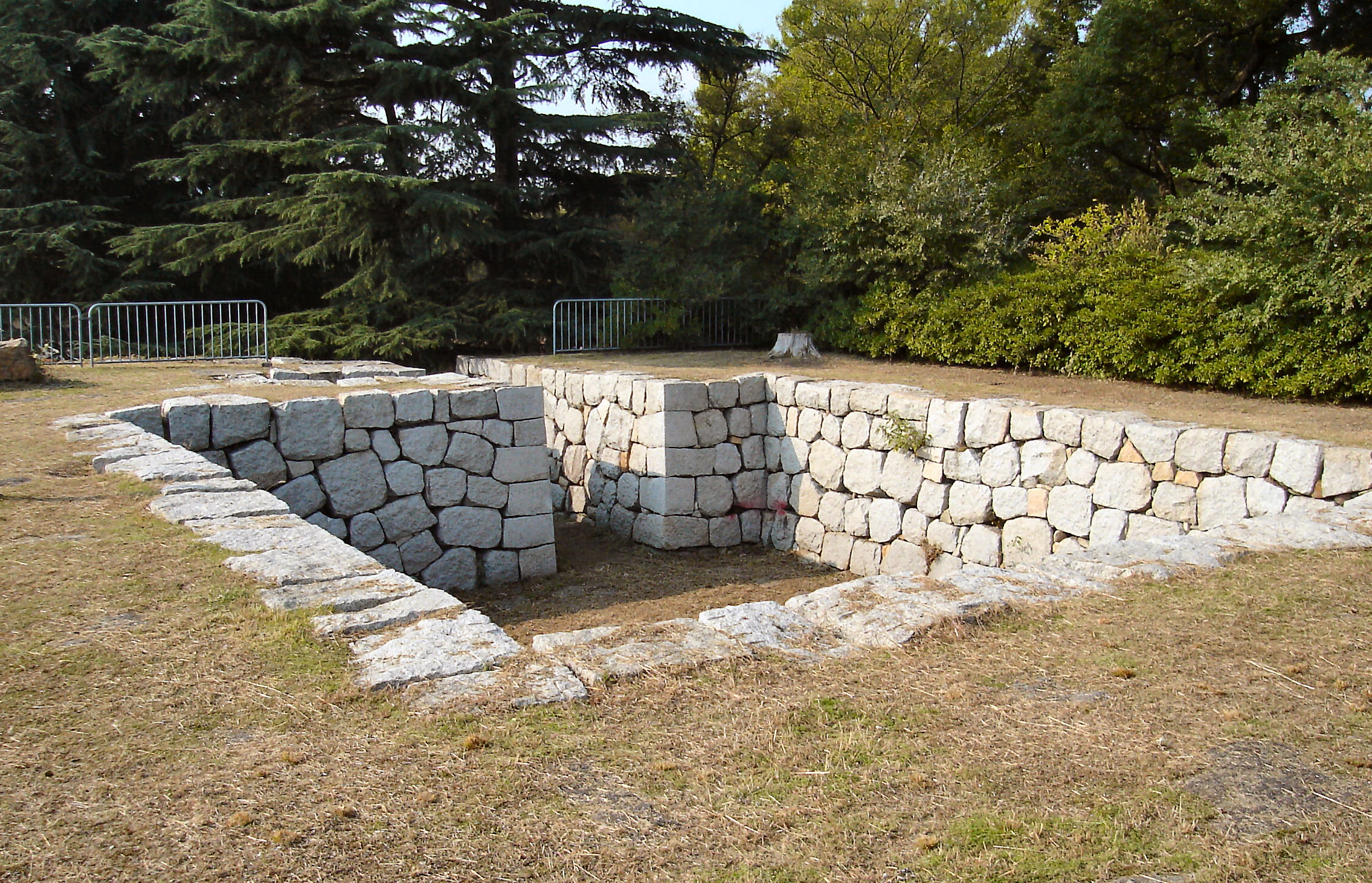
淀城の穴蔵天守跡

階層としては地階（ちかい）に含まれる。城郭建築においては、櫓台・天守台、御殿など大型の建物の地下に造られる。主に備蓄倉庫としての役割を持っていた。天守には、天守台の内側をくりぬくようにして造られ、床が土または、石畳で覆われた土間であるものをいい、建物の出入り口を兼ねていることがある。井戸が造られていることもあったが、現存しているのは松江城天守のもののみである。

## 作業場としての穴蔵
長野県茅野市の山間部には穴倉という、農閑期の冬に数軒の農家が共同で建てる地面を一段掘り下げ、茅葺き屋根を掛けた竪穴建物を伝承したような造りの建物で、藁細工など冬仕事をする作業場があった。
2019年5月28日放映のBS日本「三宅裕司のふるさと探訪〜こだわり田舎自慢〜」で、今もただ一つ受け継がれた穴倉文化を紹介された。
蓼科笹類植物園、笹離宮では縄文窠という笹葺き屋根による窖（あなぐら）が再現されている。